# Jean-Christophe Heyland

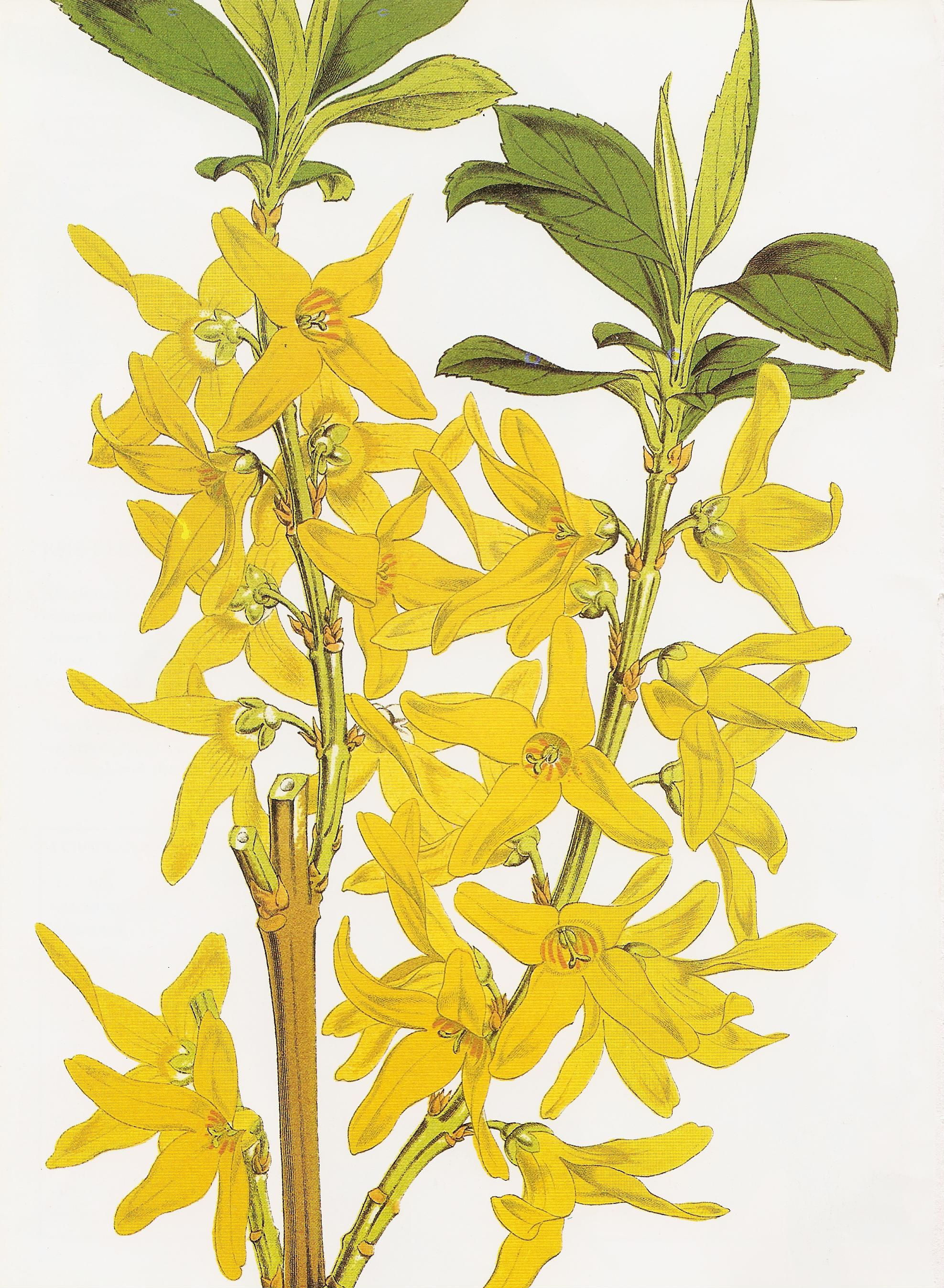
Illustration de Jean-Christophe Heyland d'un forsythia pour l'ouvrage "Jardin Fleuriste" de Charles Lemaire.

Jean-Christophe Heyland, né Jean-Christophe Kumpfler  en 1791 à Francfort-sur-le-Main et mort le 29 août 1866 lors d'un voyage en Italie près de Gênes, est un illustrateur, aquarelliste et graveur suisse.

## Biographie
Baptisé Jean-Christophe Kumpfler, il est allé à Genève dans sa jeunesse comme apprenti coiffeur chez un oncle nommé Heyland. il fut désigné par ce nom par les habitants genevois et l'adopta définitivement. Il a montré un vif intérêt pour les arts graphiques. Il employait ses loisirs à l'étude du dessin et de la gravure. Après avoir passé quelques années à Londres, où il fut un créateur de costumes pour le théâtre, il revient en Suisse et s'installa à Genève.
Devenu un citoyen de Genève en 1819, Heyland a été admis à la Société des Arts et de la Société suisse des sciences naturelles. 
Il exécuta seize planches de dessins représentant des plantes exotiques mexicaines pour l'ouvrage "Flora Mexicana" des botanistes José Mariano Mociño et Martin de Sessé y Lacasta. Lors d'une rencontre à Montpellier entre ces deux botanistes et le botaniste suisse Augustin Pyrame de Candolle, ce dernier fut impressionné par la grande qualité artistiques des planches de Jean-Christophe Heyland. Il l'embaucha pour illustrer l'ensemble des volumes de l'ouvrage "Plantes rares du jardin de Genève" (1825-1827). Il fut chargé par la suite d'illustrer les ouvrages spécialisés des naturalistes et botanistes Benjamin Delessert, Pierre Edmond Boissier ou encore Philip Barker Webb.  
En 1825, Augustin Pyrame de Candolle créa le genre "Heylandia" en son honneur, une variété incluse dans Crotalaria, un genre végétal de la famille des Fabacées.
En 1835, il illustra l'ouvrage "Jardin Fleuriste" du botaniste français Charles Lemaire.
En 1849, l'archiduc d'Autriche Rainier Joseph de Habsbourg-Lorraine, vice-roi de Lombardie, lui demanda de travailler au jardin botanique de Monza. Il a également vécu à Milan, où pendant quelque temps il a ouvert un atelier de daguerréotype avec son fils Jean-François.
En 1859, il Jean-Christophe s'en retourna à Genève, où il vécut comme professeur de dessin et exécuta pour le compte du jardin botanique de Genève, de nombreuses gravures et impressions en couleur. Il exécuta 180 plaques pour un "voyage botanique en Espagne".
Dans sa vieillesse, il souffrit de ses mains tremblantes et d'une baisse de sa vision, mais conserva néanmoins sa bonne humeur jusqu'à la fin. Sa dernière contribution à l'art botanique fut les 122 plaques gravées qu'il a produits en 1866 pour illustrer le travail de Pierre Edmond Boissier, "Icones Euphorbiarum".
Jean-Christophe Heyland est décédé le 29 août 1866 dans un village, près de Gênes lors d'un voyage en Italie. Il avait épousé une femme originaire de Milan et a eu deux fils, l'un desquels, Jean-François (Francesco) a été un célèbre photographe dans l'entreprise "Deroche & Heyland" et a ensuite travaillé seul.